# Samuel Humphreys
Samuel Humphreys (1698 circa – Londra, 11 gennaio 1738) è stato uno scrittore e traduttore inglese, noto in particolare per le sue traduzioni di libretti per Georg Friedrich Händel.

## Biografia
Ebbe un'ottima reputazione come traduttore, nella cui veste ha lavorato per Händel, fornendo le traduzioni dei libretti delle sue opere Poro, re delle Indie, Rinaldo (versione 1731), Ezio, Sosarme e Orlando e dei due che produsse sotto la sua gestione, il pasticcio Venceslao e Catone in Utica di Leo.
Händel gli commissionò anche di fornire (in tempi brevi) del testo aggiuntivo per la versione estesa (1732) del suo oratorio Esther e libretti dei suoi due oratori successivi, Deborah e Athalia (entrambi 1733).
I suoi Peruvian Tales (1734), si dice tradotti dal francese e continuati da Samuel Kelly, ebbero una notevole popolarità (vennero ripubblicati nel 1817). Egli ha anche tradotto lo Spettacolo della natura di Antoine Noel, abate de la Pluche, Londra, 1733 e brani di Crébillon e La Fontaine.
Morì in una "grande vecchia casa" a Canonbury, dove aveva delle stanze, l'11 gennaio 1738. Fu sepolto "in modo privato, ma decente, sul sagrato di Islington."